# 金成民
金 成民（キム・ソンミン、朝: 김성민、英: Kim Sung Min、1987年6月27日 - ）は、大韓民国出身の柔道家。階級は100kg超級。身長190cm。

## 人物
2009年の世界選手権では3回戦で敗れた。2010年の世界選手権では100 kg超級と無差別に出場するが、ともに初戦で敗れた。2011年にパリで開催された世界選手権では、準決勝でフランスのテディ・リネールの大外刈で一本負けするが3位となった。続いてロシアで開催された無差別の世界選手権では5位に終わった。
2012年のロンドンオリンピックでは準決勝でリネールに指導3で敗れると、3位決定戦でもブラジルのラファエル・シルバに敗れて5位に終わりメダル獲得はならなかった。2016年のリオデジャネイロオリンピックでは3回戦でオランダのロイ・メイヤーに敗れた。2018年のアジア大会では準決勝で王子谷剛志に片手での袖釣込腰を掛けられると不十分でノースコアに。その際、ショルダー・アームブリーカーの体勢になっていた。主審はいったん待てを掛けるが、金が痛がって仰向けになったところを王子谷が上四方固で抑え込んだので「そのまま」に変更。しかし、後のビデオ判定により金の反則勝ちとなった。これは当年から厳しく適用されるようになった、IJFルール附則による反則勝ちであった。一方で2015年のグランプリ・サムスン女子78 kg級準決勝戦でも薛京（北朝鮮）は同様の技を掛けて反則負けとなっている。その後の決勝戦では、キムは痛がる素振りを見せず何事もなく勝利して優勝した。2019年のグランドスラム・パリでは決勝で原沢久喜を隅落で破って優勝を飾っている。

## 主な戦績
（階級表記のない大会は全て100 kg超級での成績）
- 2006年 - アジアジュニア 優勝
- 2006年 - 世界ジュニア 5位
- 2008年 - アジア選手権 無差別 優勝
- 2009年 - ユニバーシアード 個人戦 無差別 優勝、団体戦 優勝
- 2009年 - ワールドカップ・スウォン 3位
- 2010年 - グランドスラム・パリ 3位
- 2010年 - グランプリ・デュッセルドルフ 5位
- 2010年 - ワールドカップ・プラハ 2位
- 2010年 - ワールドカップ・サルヴァドール 2位
- 2010年 - ワールドカップ・アルマトイ 2位
- 2010年 - 世界団体 3位
- 2010年 - ワールドカップ・スウォン 優勝
- 2010年 - グランドスラム・東京 優勝
- 2011年 - ワールドマスターズ2011 5位
- 2011年 - グランドスラム・パリ 3位
- 2011年 - アジア選手権 個人戦 2位、団体戦 優勝
- 2011年 - ユニバーシアード 個人戦 無差別 優勝、団体戦 3位
- 2011年 - 世界選手権 3位
- 2011年 - ワールドカップ・ウランバートル 優勝
- 2011年 - グランプリ・アブダビ 優勝
- 2011年 - 世界選手権 5位
- 2011年 - ワールドカップ・スウォン
- 2011年 - グランドスラム・東京 5位
- 2011年 - グランプリ・青島 2位
- 2012年 - グランドスラム・パリ 3位
- 2012年 - ワールドカップ・オーバーヴァルト 3位
- 2012年 - グランプリ・デュッセルドルフ 5位
- 2012年 - アジア選手権 個人戦 3位、団体戦 優勝
- 2012年 - ロンドンオリンピック 5位
- 2012年 - グランドスラム・東京 優勝
- 2013年 - グランドスラム・パリ 2位
- 2013年 - ヨーロッパオープン・ブダペスト 優勝
- 2013年 - ユニバーシアード 個人戦 無差別 3位、団体戦 2位
- 2013年 - グランドスラム・東京 優勝
- 2013年 - グランプリ・チェジュ 優勝
- 2014年 - アジア大会 個人戦 3位、団体戦 優勝
- 2014年 - グランプリ・チェジュ 2位
- 2015年 - 世界選手権 5位
- 2015年 - 世界団体 2位
- 2015年 - グランドスラム・アブダビ 優勝
- 2015年 - グランプリ・青島 2位
- 2015年 - グランプリ・チェジュ 2位
- 2016年 - グランプリ・デュッセルドルフ 3位
- 2016年 - アジア選手権 5位
- 2017年 - アジア選手権 個人戦 優勝、団体戦 優勝
- 2017年 - グランプリ・フフホト 3位
- 2017年 - 世界団体 3位
- 2018年 - グランドスラム・パリ 2位
- 2018年 - グランプリ・アンタルヤ 3位
- 2018年 - アジア大会　個人戦　優勝　団体戦　3位
- 2019年 - グランドスラム・パリ　優勝
- 2019年 - アジアパシフィック選手権　優勝
- 2019年 -　グランドスラム・アブダビ　3位
- 2020年 -　グランプリ・テルアビブ　2位
- 2021年 -　グランドスラム・タシケント　2位
- 2021年 -　アジア・オセアニア選手権　3位

（出典、JudoInside.com）